# Фили-Давыдково
Фили́-Давы́дково — район в Западном административном округе Москвы, а также одноимённое внутригородское муниципальное образование.
Главная радиальная магистраль — Кутузовский проспект, пути Смоленского направления МЖД и расположенный между ними яблоневый сад разделяют район на две обособленные части — Давыдково к югу и Фили-Мазилово к северу. Деревня Фили и исторический район Фили расположены восточнее, на территории соседнего района Филёвский Парк; к нему же принадлежит и сам Филёвский парк, окаймляющий Фили-Давыдково с севера.

## История
На территории нынешнего района Фили-Давыдково изначально располагались деревни Мазилово и Давыдково, а к северу от него на территории района Филёвский парк — деревня и усадьба Кунцево. В районе современной Инициативной улицы располагались выселки Аминьево. Позже разросшийся город Кунцево своей восточной частью также располагался на территории нынешнего района.
Первое свидетельство поселения человека в районе Давыдкова — могильник фатьяновской культуры — датировано II тысячелетием до н. э.. Непосредственно к северу от границы района, в усадьбе Кунцево, находится городище дьяковской культуры IV—V веков до н. э. Городище было поставлено на высоком берегу реки Москвы, защищено деревянным частоколом и тремя кольцами валов (частично сохранились). С XIII века на бывшем городище существовало кладбище; в XVIII веке кладбищенская Покровская церковь «ушла в землю» (вероятно, разрушенная оползнем).
Село Кунцево известно с 1454 года, а село Мазилово — с 1627 года. Деревня Давыдково — моложе; она располагалась на месте современной Давыдковской улицы.
С 1689 и до реформы 1861 года Мазилово — владение рода Нарышкиных. Деревня стояла между Смоленской дорогой и не существующей ныне речкой Филькой (Хвилькой), к западу от сохранившегося Мазиловского пруда, примерно по линии современной Кастанаевской улицы. В 1812 году сёла оказались на пути французских войск, были разорены и пришли в упадок. Главный дом усадьбы Кунцево был восстановлен Нарышкиными в 1818 к приезду прусского короля Фридриха Вильгельма III. Вскоре местность привлекла богатых дачников; по свидетельству Л. Н. Толстого, уже в 1840-е годы Кунцево было сложившимся дачным посёлком.. Деревни же были небольшие — на топокарте 1848 года в Мазилове показано 58 дворов, в Давыдкове 28.
Собственная дача Нарышкиных стояла возле Мазилова. В 1850-е управление дачными посёлками перешло к купцу М. Н. Солодовникову; усадьбой Кунцево в 1869 завладел купец К. Т. Солдатёнков. В 1913 году к югу от Большой Филёвской была заново выстроена церковь Знамения Божьей Матери (арх. С. У. Соловьёв), одна из немногих сохранившихся в Москве церквей в византийском стиле.

### В составе Москвы
Мазилово и Давыдково  были включены в состав Москвы в августе 1960 года. Сначала эти территории, вошли в Киевский район, а в 1969 — в Кунцевский. Массовая застройка началась в 1966 году и завершилась в 1970-е годы.

### Создание района Фили-Давыдково
В ходе административной реформы 1991 года были введены административные и муниципальные округа. Первоначально планировалось создание муниципальных округов Фили и Матвеевское-Давыдково, но в итоге 12 сентября 1991 года был создан временный муниципальный округ Фили-Давыдково. После принятия 5 июля 1995 года закона «О территориальном делении города Москвы» он получил статус района Москвы Фили-Давыдково.

## Территория и границы
Граница района Фили-Давыдково с запада проходит по Аминьевскому и Рублёвскому шоссе, далее с севера — по оси Звенигородской улицы (включая жилые домовладения по чётной стороне Звенигородской улицы), проектируемого проезда № 1345, Большой Филёвской улицы; с востока — по оси Минской улицы; с юга — оси полосы отвода Киевского направления МЖД, оси русла реки Сетуни до Аминьевского шоссе.

### Парки и скверы на территории района
Фили-Давыдково включает северную часть особо охраняемой природной территории «Долина реки Сетунь» и закрытую парковую зону т. н. «ближней дачи» И. В. Сталина («Волынский лес»). Это привлекает застройщиков; в 2003 году выстроен 46-этажный 176-метровый жилой дом «Эдельвейс».
Часть заказника «Долина реки Сетунь» представляет собой благоустроенный парк. Со стороны улицы Кременчугская проложены пешеходные дорожки, территорию освещают фонари, работающие на альтернативных источниках энергии. Напротив дома 40 к. 1 на месте бывшего пустыря обустроен «Парк Чудес»: здесь построены детские и спортивные площадки, стоят лавочки и беседки для отдыха, разбиты цветники.
В 2020 году около дома 17 по Кременчугской улице, также на территории заказника «Долина реки Сетунь», был благоустроен «сад здоровья» под названием «Садово-парковая территория». Особенностью природной зоны являются высаженные здесь растения, которые выделяют фитонциды. Помимо этого, в парке проложен прогулочный маршрут, вдоль которого установлены кормушки для птиц, информационные стенды и таблички со шрифтом Брайля.
Возле станции метро Славянский бульвар находится Можайский плодовый сад, западная часть яблоневых садов на Кутузовском проспекте, излюбленного места отдыха местных жителей.
Рядом со станцией метро «Пионерская» находится Мазиловский пруд, раннее упоминание которого относится к 1689 году. Вокруг водоёма разбита парковая территория. На берегу пруда установлен памятник «Павшим в Великую Отечественную войну (1941—1945) защитникам нашей Родины, кунцевчанам, офицерам и солдатам маршевых рот от благодарных потомков». Рядом с монументом находится железобетонный пулемётный колпак (ЖБОТ).
Продолжает природную территорию благоустроенный парк, который протянулся от станции «Пионерская» до станции «Филёвский парк». В зоне отдыха обустроены пешеходные дорожки, детская площадка и площадка для выгула собак.
Посреди жилой застройки района, между улицами Давыдковская и Кременчугская, находится Давыдковский микропарк, в котором разбиты зоны отдыха и пешеходные аллеи.
Кременчугский бульвар представляет собой озеленённую территорию вдоль одноимённой улицы. На территории зоны отдыха установлены памятники пожарным и спасателям, а также ветеранам войск гражданской обороны и службы спасения. Бульвар запланировано благоустроить по программе «Мой район». В 2019 году прошёл первый этап работ – обустройство освещения. С 2020 года скверу на Кременчугской улице присвоено имя Дмитрия Михайлика – ветерана Великой Отечественной войны, заместителя начальника Гражданской обороны СССР, председателя Центрального совета ветеранов МЧС России.

## Население
| 2002     | 2010     | 2012     | 2013     | 2014     | 2015     | 2016     |
| -------- | -------- | -------- | -------- | -------- | -------- | -------- |
| 92 965   | ↗111 377 | ↗111 921 | ↗112 377 | ↗112 983 | ↗113 266 | ↗114 526 |
| 2017     | 2018     | 2019     | 2020     | 2021     | 2023     | 2024     |
| ↗114 573 | ↗114 907 | ↗115 128 | ↗115 273 | ↘113 643 | ↘112 246 | ↘111 926 |

### Национальный состав
По итогам переписи населения 2020 года проживали следующие национальности (национальности менее 0,1 % и другое, см. в сноске к строке «Другие»):
| Национальность | Численность, чел. | Доля     |
| -------------- | ----------------- | -------- |
| Русские        | 78 875            | 69,41 %  |
| Татары         | 460               | 0,40 %   |
| Армяне         | 395               | 0,35 %   |
| Украинцы       | 378               | 0,33 %   |
| Азербайджанцы  | 188               | 0,17 %   |
| Грузины        | 180               | 0,16 %   |
| Таджики        | 143               | 0,13 %   |
| Евреи          | 127               | 0,11 %   |
| Узбеки         | 115               | 0,10 %   |
| Белорусы       | 115               | 0,10 %   |
| Другие         | 32 667            | 28,74 %  |
| Итого          | 113 643           | 100,00 % |

## Показатели района
По данным на 2010 год площадь района составляет 695,71 га. Население района по переписи 2010 года — 112 135 человек. Плотность населения — 16118,1 чел./км², площадь жилого фонда — 2388,6 тыс. м² (2010 год).

## Инфраструктура[41]
На территории района расположено 383 жилых домов, из которых: 301 дом находятся в управлении ГБУ «Жилищник» района Фили-Давыдково, 19 домов под управлением ГБУ ЭВАЖД, 37 домов под управлением Частных УК; 7 домов – под управлением ЖСК, 19 домов под управлением ТСЖ и ТСП. На территории района расположено научно-исследовательское Открытое акционерное общество ЦНИТИ «Техномаш»; промышленных предприятий в районе нет.
В районе расположено 528 предприятий потребительского рынка и услуг.
В районе расположено 360 объектов розничной торговли, из них: 101 продовольственные, 259 непродовольственные, а также  5 многопрофильных торговых комплекса: «Времена года», «Давыдково», «Квадро», «Ковчег» и «Океания».
В районе расположено 71 предприятие общественного питания, из них: 48 открытая сеть, 23 закрытая сеть.
В районе расположено 92 предприятие бытового обслуживания.
На территории района расположено 18 дошкольных образовательных учреждений из них 1 ведомственное, а также начальных, средних и общеобразовательных школ: 18 государственных учреждений образования и 2 частных учреждения: ГБОУ Школа № 2101, ГБОУ Школа № 1248, ГБОУ Школа № 97, ГБОУ Школа № 712, Колледж (ГБПОУ КГТиТ № 41), Гимназия 1589, ОП№ 6 ГКОУ КШИ № 1 Первый Московский кадетский корпус, ФГБОУ СОШ 1699 Управления делами Президента РФ, СУНЦ МГУ Школа им. Колмогорова, Школа-интернат «Интеллектуал», ЧОУ СОШ «Ломоносовская школа», ЧУОО Медико-биологическая школа «Вита».
На территории района расположено одно учреждение высшего образования — НОУ ВПО Институт международной торговли.
На территории района расположены 6 библиотек: № 202 имени Фазиля Искандера, № 204 центр культурного наследия Н.С. Гумилёва, № 210 культурный центр А.Т. Твардовского, № 206 им. И.Е. Забелина, № 207 им. В.В. Бианки.
На территории района расположено 8 учреждений здравоохранения: 2 детские поликлиники, 2 взрослые поликлиники, женская консультация, МГНПЦ борьбы с туберкулёзом, и 2 ведомственные поликлиники.
На территории района расположены 3 учреждения социальной защиты населения – ГБУ Социальный дом «Фили-Давыдково» (бывш.ПНИ № 4), ОСЗН района Фили-Давыдково, ГБУ ТЦСО «Фили-Давыдково», Центр Московского Долголетия при ГБУ ТЦСО «Фили-Давыдково».
На территории района расположено пять фитнес-клубов: Nike, Paris Life, WEGYM-Кутузовский, WORLD Fitness, Олимпик Стар.

## Транспорт
По северной части района (Мазилову) проходит Филёвская линия метро (станции «Филёвский парк», «Пионерская», «Кунцевская»), а также Арбатско-Покровская линия метро («Кунцевская»). Также в центре района расположена станция «Славянский бульвар» Арбатско-Покровской линии метро и в восточной границе района «Минская» Солнцевской линии. 
На территории района имеются две конечные автобусные станции — «Улица Герасима Курина» (маршруты №№ 366 и 610 — ГУП Мосгортранс) и Кастанаевская улица (бывш. Метро Кунцевская) (маршруты №№ 11, 127 и 612 — ГУП Мосгортранс). А всего по территории района проходят городские автобусные маршруты №№ н2, 45, 73, 77, 103, 157, 157к, 260, 366 и 840, обслуживаются ЭП Фили Филиала «Центральный»); автобусный маршрут № т54 обслуживается ЭП Пресня филиала Центральный; электробусные маршруты №№ 103, 104, 107, 135, 205, 231, 622 и 641, обслуживаемые ЭП Фили филиала «Центральный»; электробусный маршрут № 733 обслуживается ЭП Сокол филиала Центральный; автобусные маршруты №№ 190, 610, 688 и 688к (оперативные укороты), обслуживаются ЭП Очаково филиала «Юго-Западный»; автобусные маршруты №№ 11, 127, 130, 155, 612 и 732, обслуживаются ЭП Мневники Филиала «Центральный»; автобусный маршрут № е29 (бывш. 908) обслуживается ЭП Домодедовская филиала Южный; автобусные маршруты «Новой модели обслуживания пассажиров»: автобусный маршрут № 464 обслуживается ООО «Трансавтолиз»; автобусные маршруты №№ 236, 325, 329, 341, 474 и 575, обслуживаются ООО «Стартранс». Пригородные автобусные маршруты: автобусные маршруты №№ 139, 139к и 818, обслуживаются ООО «Стартранс», автобусные маршруты №№ Sk, 301, 339, 442, 447, 457, 452, 452П и 818, обслуживается МАП № 6 МТА (ОдПАТП).
По территории района проходит железная дорога Белорусского направления, на территории района располагается станции Кунцевская и платформа Славянский бульвар, связывающая жителей с центром Москвы и западной частью Московской области.
Основными транспортными магистралями района являются Кутузовский проспект, Кастанаевская, Большая и Малая Филёвская улицы, а также проходящие по границе района Рублёвское и Аминьевское шоссе и Минская улица.
Для жителей Давыдкова основным средством передвижения остаётся наземный транспорт. Со станцией метро «Славянский бульвар» часть района южнее Кутузовского проспекта связывают маршруты № 77, 104, 325, 329, 341, 641, 732. Район Аминьевского и Рублёвского шоссе также связан со станцией метро «Кунцевская» маршрутами № 11, 16, 236, 575, 688 и 688к.

## Фили-Давыдково в культуре и искусстве

### Фильмы и сериалы, связанные с Филями-Давыдковом
- Закон и порядок (некоторые сцены отечественного сериала были сняты в районе улицы Герасима Курина).
- Точка, точка, запятая... (Мазиловский пруд и станция метро "Пионерская").
- Ирония судьбы, или С лёгким паром! (Славянский бульвар. Титры и возвращение Лукашина из Ленинграда во время поездки на автобусе).
- Утомлённые солнцем 2: Предстояние (дача Сталина).

## Фотогалерея
- Детская поликлиника № 89 в солнечных лучах
- Детская поликлиника № 89
- Улица Артамонова